# AIDS Memorial Grove National Memorial
De AIDS Memorial Grove ligt in het Golden Gate Park in San Francisco, Californië. Het is een levend eerbetoon opgedragen aan de personen die gestorven zijn aan het aidsvirus. Het is tevens een steun aan hen die leven met aids, hun dierbaren en hulpverleners.
De tuin werd een national memorial in 1996. De stad San Francisco bezit en beheert het park dat een bij de National Park Service aangesloten gebied vormt. Dit park staat echter niet op het National Register of Historic Places.